# Médiathèque départementale de la Loire
La Médiathèque départementale de la Loire, anciennement appelée bibliothèque centrale de prêt, est une bibliothèque départementale de prêt, service du conseil départemental de la Loire. Ce service permet d'assurer la politique de lecture publique, compétence obligatoire du département français de la Loire, et a pour mission d'accompagner le développement des bibliothèques et de la lecture publique des communes de la Loire. Le bâtiment central se situe dans la commune de Montbrison et deux annexes sont réparties sur le territoire de la Loire : à Bourg-Argental et Neulise.

## Histoire
La bibliothèque centrale de la Loire est créée par arrêté du 31 août 1973. En 1973, la bibliothèque centrale est installée dans une aile du musée d'Allard à Montbrison. L'annexe de Bourg-Argental est construite en 1983, et celle de Neulise en 1985 (nouveau bâtiment en 2010). Depuis 1986, la bibliothèque départementale de la Loire est un service du conseil départemental de la Loire. C'est en emménageant en 1987 dans un bâtiment neuf à Montbrison que la bibliothèque centrale pris le nom de médiathèque départementale. Une extension du bâtiment central fut inaugurée en 2012. En 2012, 249 établissements de lecture (bibliothèques, médiathèques) étaient affiliés et desservis par les services de la bibliothèque départementale de prêt dans le département de la Loire.

## Services
- prêt et circulation de documents : 390 000 livres et revues, 54 000 CD, 32 000 DVD ;
- mise à disposition de ressources numériques : jeux vidéo, bornes « 1D touch », liseuses ;
- soutien aux actions culturelles : supports d'animation, expositions et sélection de spectacles vivants ;
- formation pour les salariés et les bénévoles ;
- expertise, conseil et assistance.